# Fanfare
Fanfare är en norsk kulturtidskrift, som utgivits sedan 2013 med två nummer om året.
Fanfare fick 2016 utmärkelsen Årets kulturtidskrift i Norden.